# 張基浩
張 基浩（チャン・ギホ、朝鮮語: 장기호）は、朝鮮民主主義人民共和国の政治家。国家検閲委員会委員長、朝鮮労働党中央委員会委員。

## 経歴
出生地や生年月日は不明。2014年3月9日に実施された最高人民会議第13期代議員選挙で代議員に選出され、2016年5月9日に開催された朝鮮労働党第7次大会で朝鮮労働党中央委員会委員に選出された。
2018年には国家検閲委員会委員長に任命されたことが判明し、2019年3月10日に実施された最高人民会議第14期代議員選挙で代議員に再選された。

## 参考サイト
- 북한정보포털

| 先代 | 国家検閲委員会委員長2018年 - | 次代現職 |